# Castell de Gien
El castell de Gien —en francès, Château de Gien— és un castell francès situat a la ciutat de Gien, al departament de Loiret de la Regió central de França. Se'l considera el cor turístic de la Ruta Jacques-Cœur, i pertany a conjunt monumental dels castells del Loira, però no està dins de l'àmbit de la «Vall del Loira entre Sully-sud-Loire i Chalonnes-sud-Loire» declarat Patrimoni de la Humanitat l'any 2000.

## Història
L'origen d'aquesta edificació medieval data de finals del segle xiv, i originalment es constituïa d'un lloc de trobada per a la caça. L'únic vestigi que queda d'aquesta època és una torre quadrada situada a la façana sud anomenada Torre «Charlemagne».
El castell va ser remodelat a finals del segle xv per Anna de França, comtessa de Gien i filla major de Lluís XI; l'edifici va albergar a Enric II i Caterina de Mèdici, i després a Lluís XIV i Anna d'Àustria i Àustria-Estiria durant la Fronde.
L'11 de juny de 1940 Gien va ser greument danyada després d'un atac de les tropes alemanyes durant la Segona Guerra Mundial. El 80% de la ciutat va ser víctima de la guerra, encara que el castell va sobreviure als bombardejos gairebé il·lès.
El castell pertany al Consell General de Loiret des de 1823, i va albergar successivament al la sub-prefectura, els tribunals i la presó. Va ser declarada monument històric l'any 1840. Actualment, alberga al Museu Internacional de la Caça, entitat impulsada per Pierre-Louis Duchartre i Henri de Linarès l'any 1952, exposant peces que inclouen una extensa col·lecció d'armes de caça, entre les quals es troba una ballesta del segle xv, arcabussos del segle xvi, i tapissos amb dissenys de Laurent Guyot, a més de gravats, litografies i ceràmiques; també s'exhibeixen esbossos i pintures de François Desportes, pintor de la cort de Luis XIV, i les obres del seu successor, Jean-Baptiste Oudry.

## Arquitectura
El castell de Gien, igual que els castells d'Amboise i Blois, és un dels castells de la Vall del Loira que van ser construïts abans de l'arribada a França de les influències estilístiques italianes, per la qual cosa constitueix un exemple exclusiu del pre-Renaixement francès. L'ornamentació està basada en maó policromat, que creen patrons geomètrics.